# 静物:人生の虚無の寓意
『静物：人生の虚無の寓意』（せいぶつ：じんせいのきょむのぐうい、蘭: Vanitasstilleven、英: Still Life: An Allegory of the Vanities of Human Life）は、17世紀オランダ絵画黄金時代の画家ハルメン・ステーンウェイクがオーク板上に油彩で描いた絵画で、ヴァニタスを表す寓意である。署名のある画面には画家の慣例通り制作年は記されてないが、1640年ごろに制作されたと考えられる。作品は1888年にジョン・サヴィル (初代サヴィル・オブ・ルッフォード男爵)から寄贈されて以来、ナショナル・ギャラリー (ロンドン) に所蔵されている。

## 作品

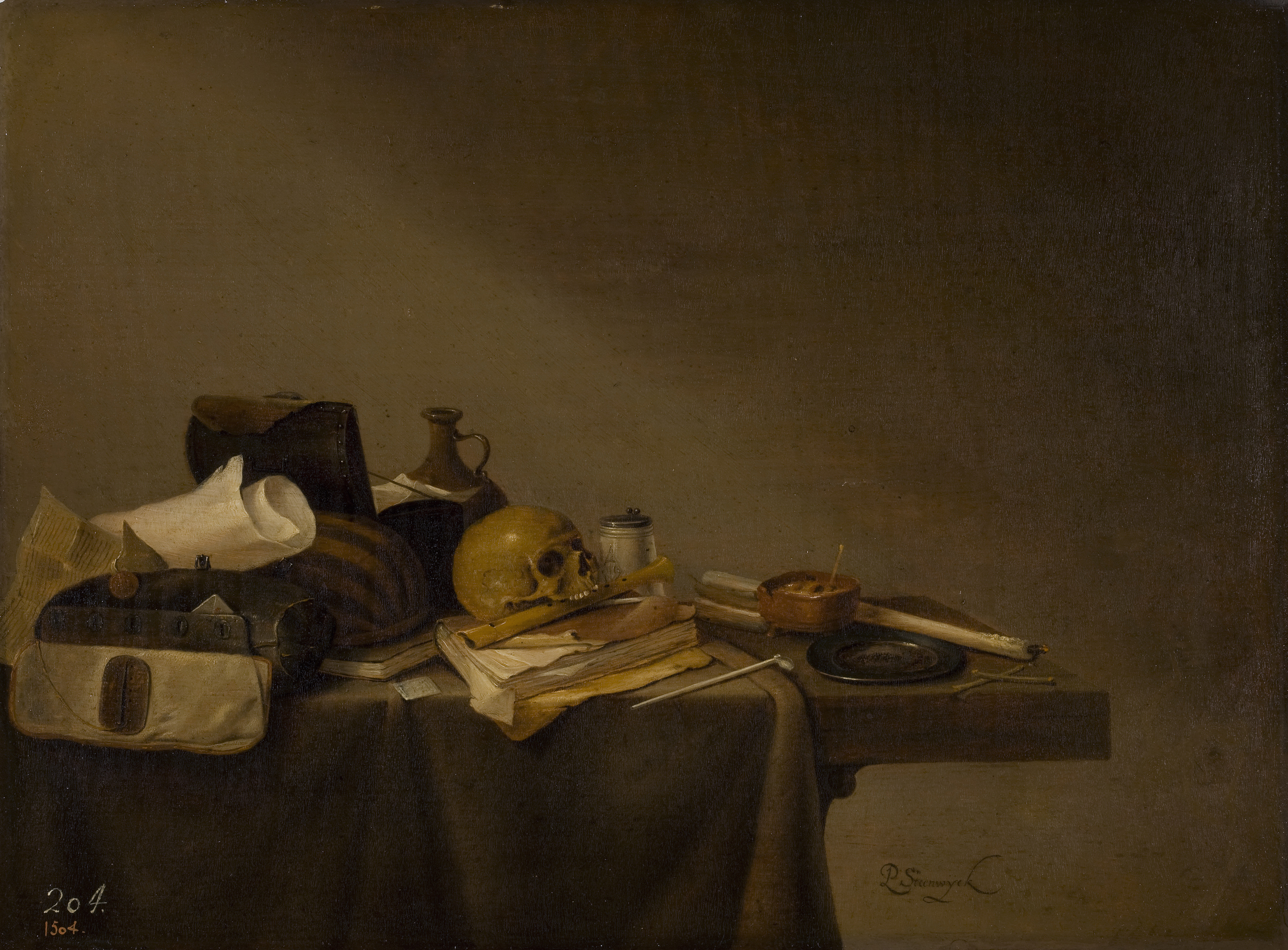
ピーテル・ステーンウェイク『死の象徴』 (1635-1640年)、プラド美術館、マドリード

ハルメン・ステーンウェイクの叔父のダーフィット・バイリーは、人生の儚さに焦点を当てたヴァニタスの絵画を発明したとしばしば認められている。バイリーは、レイデンでステーンウェイクと彼の弟のピーテル・ステーンウェイクに絵を描くことを教えた。

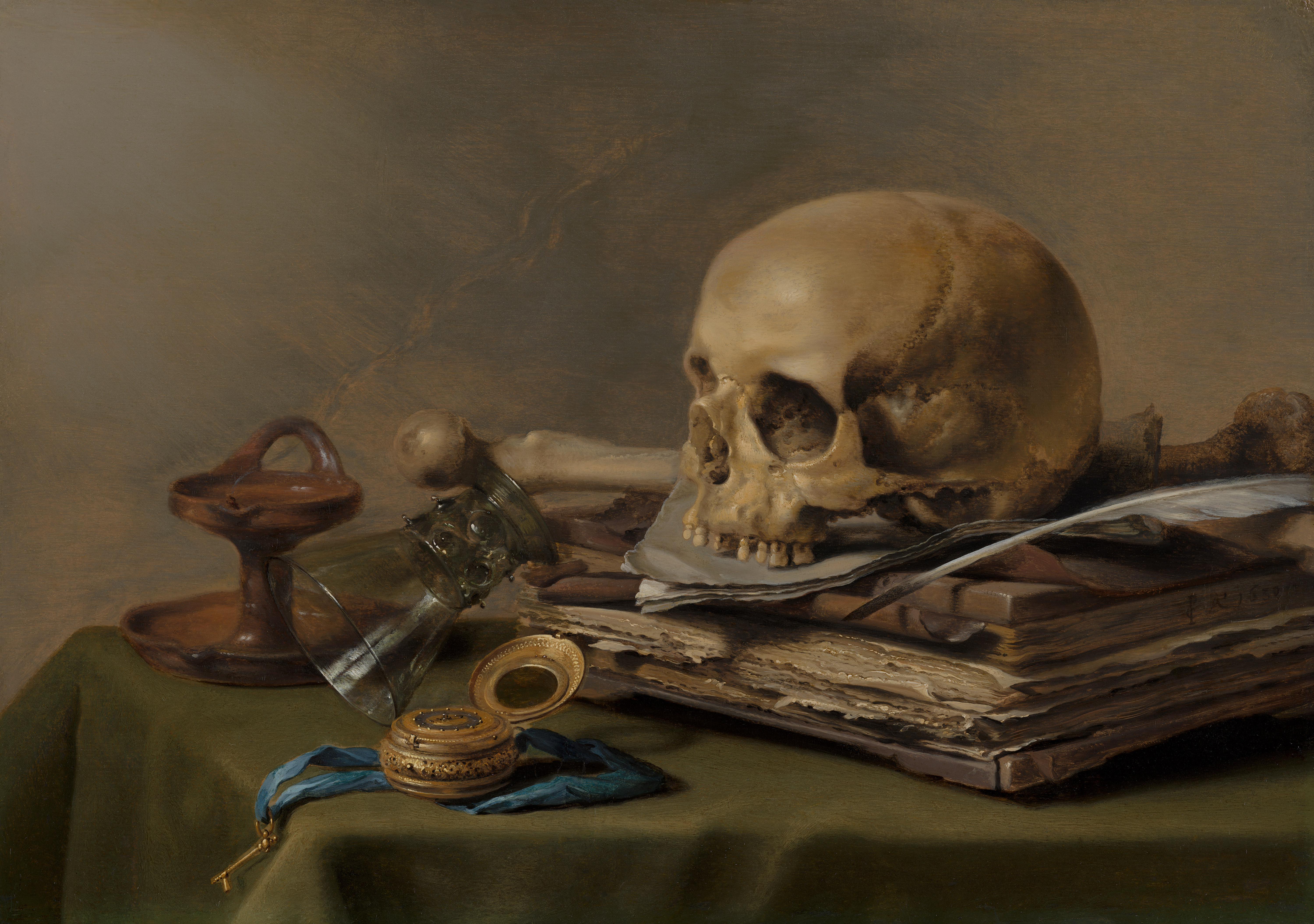
ピーテル・クラースゾーン『ヴァニタスの静物』 (1630年)、マウリッツハイス美術館、デン・ハーグ

大部分のヴァニタス画のように、本作は深い宗教的意味合いを含んでおり、鑑賞者に死 (メメントモリ) を想起させると同時に物質の儚さを示唆するために描かれた。『旧約聖書』中の「コヘレトの言葉」 (1章3節) には、「日の下で人が労するすべての労苦は、その身になんの益があるか」と記されている。この絵画は、現世の儚さ、人間の努力と快楽の虚しさを信仰の永続性と対照させる試みなのである。
画面には、頭蓋骨、大きな壺、装飾を施された日本刀、熱帯の浜辺からもたらされた貝殻、そしてリュートが描かれている。加えて、本、時計、トランペットまたは角笛の前の部分も見える。それらのうちのいくつかは、テーブルの端近くに危うげに並べられている。歯の欠けている頭蓋骨は、ほとんどテーブルから落ちそうである。把手に擦り切れた紐が渡されている壺の表面には、人物の顔の像が映っている。画面の左側にはほとんど何も描かれておらず、ただ光線が横切っている。 
頭蓋骨は最も明らかに死を想起させるものであるが、死と人間の努力の虚しさはほかの事物によっても示唆されている。本は学ぶことと知的な努力を表し、楽器は快楽の儚さを示唆するものと見られたであろう。刀は富と権力を、貝殻は頭蓋骨のように失われた生命を思わせる。鑑賞者はまた、自身の時間も失われつつあることを想起させられる。頭蓋骨の後にあるランプから立ち上る薄い煙は、火が消えたところであることを示唆する。左側の時計は、容赦なく時を刻んでいる。1冊は明らかに新しく、もう1冊は読み古したものである2冊の本のコントラストもまた、時の経過を仄めかす。なお、X線調査によると、ステーンウェイクは元来、画面に花輪を冠を被った男性の胸像を描き入れていたが、後に塗りつぶしたことが明らかになっている。
前述のように、本作は宗教を寓意的主題としている。2016年の『近代史における芸術と音楽 (Art and Music in the Early Modern Period) 』において、著者のキャサリン・A・マッカイヴァー (Katherine A. McIver) は、このイメージは「集められた、素晴らしい事物を提示しており…それぞれが放棄され、高い次元の源から一時的な輝きを受けている虚しい事物である」と述べた。「高い次元の源」は、頭蓋骨の右側に直接当たる陽光により表されている。
2011年に、スペインのデウスト大学エレーナ・トゥパレブスカ (Elena Tuparevska) は、絵画は知識を象徴すると述べた。希少価値のある刀と貝殻は富を象徴し、ランプと時計は人間の死を象徴するとも述べた。

## 評価
2001年、『フェルメールとデルフト派 (Vermeer and the Delft School )』の著者たちは本作について批評し、事物の表面の質感は対照的であり、光は強すぎると述べた。作品はまた、成し遂げたことにより不死性に到達できるよう、鑑賞者に積極的な人生を送るように奨励したものであるとも提唱した。本作は、2014年の『1000点の天才の絵画 (1000 Paintings of Genius)』に含まれた。